# Салоны Издебского

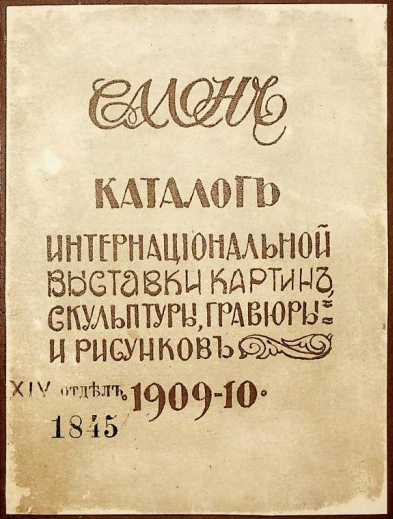
Обложка каталога первого «Салона» Издебского. 1909

«Салоны» Издебского — две передвижные международные художественные выставки, организованные одесским скульптором, критиком, предпринимателем-энтузиастом и пропагандистом нового искусства Владимиром Алексеевичем Издебским в период с декабря 1909 по май 1911 года в ряде городов Российской империи. Они внесли заметный вклад в становление русского авангарда и в формирование русско-французских художественных связей, стали одним из первых масштабных выставочных проектов в России начала XX века, позволили отечественному зрителю сопоставить новейшие течения западноевропейского и российского искусства.

## Предыстория
Приоритет в организации крупного совместного выставочного показа произведений российских и французских художников принадлежал Сергею Дягилеву, который осенью 1906 года в рамках экспозиции парижского Осеннего салона открыл ретроспективную выставку «Два века русского искусства и скульптуры», разместившуюся в 12 залах Гранд-Пале. Из 53 показанных русских художников немалое место занимали представители нового искусства — от Михаила Врубеля и Виктора Борисова-Мусатова до совсем ещё молодых учащихся МУЖВЗ Натальи Гончаровой и Михаила Ларионова, помогавшего Леону Баксту в подготовке экспозиции. В других залах «Осеннего салона» демонстрировалась большая ретроспектива творчества Поля Гогена, показывались работы Поля Сезанна и одного из новых лидеров европейской живописи Анри Матисса. На их фоне успех новой русской живописи в Париже был умеренным, хотя в зале Врубеля «часами простаивал Пабло Пикассо», и Врубеля, а также Бакста, Ларионова и других российских художников избрали пожизненными членами «Осеннего салона».

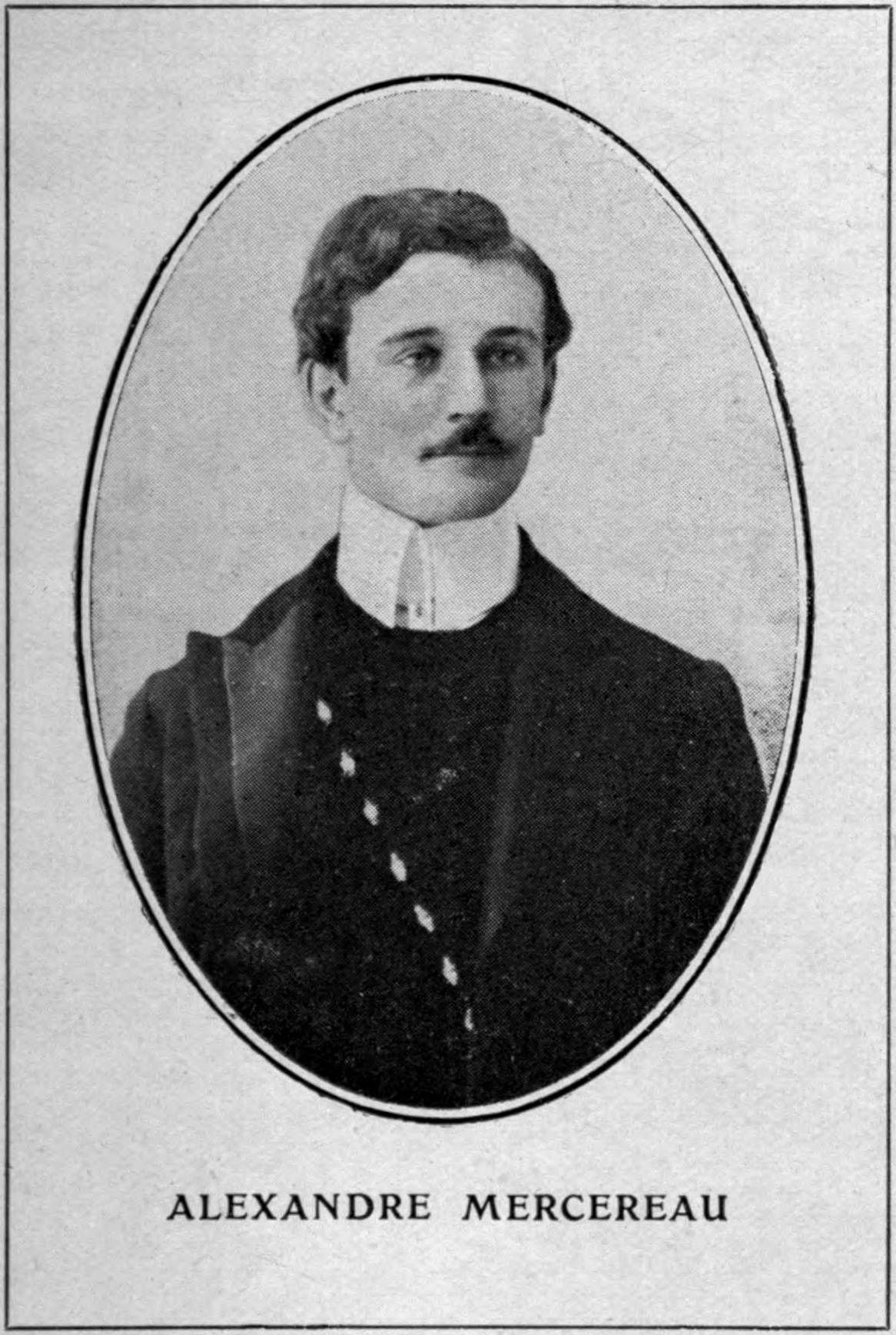
Александр Мерсеро. Ок. 1910

Важнейшую роль в дальнейшем развитии русско-французских выставочных связей сыграл секретарь «Осеннего салона» поэт и художественный критик Александр Мерсеро. В 1906 году московский промышленник, меценат и художник-любитель Николай Рябушинский привлёк его к сотрудничеству в журнале «Золотое руно», а в апреле—мае 1908 года, параллельно выпуску журнала, Рябушинский и Мерсеро организовали первую крупную совместную выставку современных французских и российских художников на территории России, в Москве, — «Салон Золотого руна».
В экспозиции «Салона» доминировали работы французов (197 произведений: от импрессионистов и постимпрессионистов, до художников группы «Наби», фовистов и других новейших живописцев). С российской стороны предполагалось участие групп «Мир искусства» и «Голубая роза». Однако «мирискусники» уклонились от невыгодного для себя соседства (показывающего их зависимость от влияний французской живописи), а основная часть «голуборозовцев» отказалась не только от участия в «Салоне», но и от дальнейшего сотрудничества в журнале «Золотое руно». В итоге российская живопись была представлена небольшим разделом с работами Гончаровой, Ларионова, «голуборозовцев» Ивана Кнабе, Павла Кузнецова, Александра Матвеева, Василия Милиоти, Николая Рябушинского, Мартироса Сарьяна, Петра Уткина, Артура Фонвизина, а также Алексея Карева, М. В. Кузнецова-Волжского, Николая Ульянова, Николая Хрустачёва, М. А. Шитова.
Для обеспечения паритета с немногочисленными российскими художниками, готовыми выставляться у Рябушинского, Мерсеро существенно сократил французский раздел второй московской выставки «Золотого руна» (январь—февраль 1909 года), а в третьей и последней для Рябушинского выставке (декабрь 1909 — январь 1910 года), иностранные художники и вовсе отсутствовали — к этому времени Александр Мерсеро переключился на сотрудничество с Владимиром Издебским, поскольку тот декларировал традиционную для идеи «Салонов» задачу: дать зрителю широкий спектр различных художественных течений.

## Первый «Салон» (Одесса—Киев—Санкт-Петербург—Рига)
В организации первого «Салона», помимо Владимира Издебского и Александра Мерсеро, приняли участие Леон Ковальский (Краков) и Лев Камышников (Петербург), обязанности секретаря «Салона» выполнял Вячеслав Издебский, брат скульптора. В сентябре-октябре 1909 года Владимир Издебский ездил в Рим, Париж, Мюнхен и Берлин для отбора картин; вместе с работами российских участников ему удалось собрать около 800 произведений живописи, скульптуры, рисунков и гравюр. Экспонентами при открытии Салона стали 100 отечественных и 45 иностранных художников (польских, французских, немецких, итальянских, испанских), представлявших различные течения живописи «от правых и умеренных до самых крайних левых», с уклоном в сторону последних.

### Места проведения и сроки экспонирования
Открытие «Салона» (название по каталогу: «Салон. Интернациональная выставка картин, скульптуры, гравюры и рисунков. 1909—1910») состоялось в Одессе в помещении Литературно-артистического общества (Ланжероновская ул., 2) 4 декабря 1909 года, выставка продолжалась по 24 января 1910 года и имела большой общественный резонанс, её посетило от 17 000 до 21 000 человек, часть картин была продана.
Затем «Салон» переехал в Киев (Николаевская ул., 11), где работал с 13 февраля по 14 марта; иностранный состав участников остался прежним, а в российском вместо 5 выбывших художников появилось 15 новых. Экспозиция была разделена: на нижнем этаже размещались работы отечественных художников, на верхнем — иностранных; выставку посмотрело около 9 000 зрителей, продано 15 картин.
Третьим (как предполагалось, заключительным) городом в маршруте первого «Салона», уже на излёте выставочного сезона, стал Санкт-Петербург, где экспозиция размещалась в доме Армянской церкви (Невский пр., 40—42) с 19 апреля по 25 мая; демонстрировались 659 произведений: при том же составе иностранных художников количество российских сократилось до 89 (30 выбыло, появилось 14 новых). Как и в Киеве, экспозиция была разделена, но на этот раз иностранный раздел был на нижнем этаже); кроме того, добавился небольшой отдел детских рисунков, а в мае экспозиция пополнилась отделом художественных плакатов. «Салон» имел успех, ряд работ зарубежных и отечественных художников были приобретены местными коллекционерами.
В петербургский период работы «Салона» Владимир Издебский получил приглашение от рижского общества поощрения художеств, и с 12 июня по 7 июля выставка была показана в Риге, в залах Городского художественного музея; состав рижской экспозиции принципиально не отличался от петербургской (617 произведений), однако существенного успеха заранее не подготовленная и не разрекламированная выставка у местной публики не имела.

### Состав участников

##### Российские[23]
- Александр Альтман
- Борис Анисфельд
- Лев Бакст
- Моисей Банд
- Владимир Бехтеев
- Иван Билибин
- Константин Богаевский
- Леонид Браиловский
- Исаак Бродский
- Владимир Бурлюк
- Давид Бурлюк
- Марианна Верёвкина
- Надежда Войтинская
- Александр Гауш
- Михаил Гершенфельд
- Емельян Гиршфельд
- Наталья Гончарова
- Игорь Грабарь
- Михаил Демьянов
- Мстислав Добужинский
- Владимир Дриттенпрейс
- Станислав Жуковский
- Николай Зедделер
- Владимир Издебский
- Василий Кандинский
- Илья Карышев
- Георгий Кервили (Жорж де Кервильи)
- Моисей Коган
- Степан Колесников
- Елизавета Кругликова
- Николай Крымов
- Николай Кульбин
- Евгений Лансере
- Николай Лансере
- Михаил Ларионов
- Михаил Латри
- Арнольд Лаховский
- Аристарх Лентулов
- Михаил Линский
- Вальтер Локкенберг
- Георгий Лукомский
- Сергей Малютин
- Михаил Матюшин
- Илья Машков
- Георгий Нарбут
- Анна Остроумова-Лебедева
- Василий Переплётчиков
- Кузьма Петров-Водкин
- Александр Ростиславов
- Аркадий Рылов
- Пётр Рымша
- Михаил Соломонов
- Савелий Сорин
- Николай Тархов
- Пётр Уткин
- Роза Файнштейн
- Вадим Фалилеев
- Иван Фомин
- Матвей Харламов
- Николай Химона
- Николай Хрустачёв
- Мария Чемберс-Билибина
- Александр Шервашидзе
- Людмила Шмит-Рыжова
- Максимилиан Эберман
- Александра Экстер
- Алексей фон Явленский
- Александр Яковлев

и другие.
Наибольшим количеством работ был представлены Лентулов (17), Машков (12), Кандинский (10), Д. Бурлюк (8) и Экстер (8).

##### Зарубежные
- Джакомо Балла
- Пьер Боннар
- Эрма Босси[англ.]
- Жорж Брак
- Феликс Валлотон
- Морис де Вламинк
- Эдуар Вюйар
- Шарль Герен
- Альбер Глез
- Генрих Глиценштейн[англ.]
- Морис Дени
- Кес ван Донген
- Жорж Дюфренуа
- Пьер Жирьё
- Кристиан Корнелиус Крон
- Альфред Кубин
- Анри Манген
- Альбер Марке
- Анри Матисс
- Жан Метценже
- Габриеле Мюнтер
- Жюль Эдуард Руане[фр.]
- Одилон Редон
- Андре Рувейр[фр.]
- Жорж Руо
- Анри Руссо
- Поль Синьяк
- Хосе Бермехо Собера
- Казимир Стабровский
- Жак Урталь[фр.]
- Анри Ле Фоконье
- Отон Фриез

и другие.
Творчество Пьера Пюви де Шаванна и Анри де Тулуз-Лотрека было представлено печатной графикой (в отделе плаката петербургской экспозиции).

### Мероприятия в рамках «Салона»
4 декабря 1909 года, перед открытием «Салона» в Одессе, Владимир Издебский устроил встречу с местной прессой и представителями литературно-художественной общественности, где прочитал лекцию о новом искусстве. В период экспонирования выставки были прочитаны лекции об импрессионизме, влиянии городской жизни на современное искусство и о представленных в «Салоне» работах: «Современное искусство и город» (В. Издебский, 13 и 23 января 1910 г.), «О непонятной красоте» (М. Гершенфельд, 18 января).
Во время работы «Салона» в Киеве В. Издебский опубликовал в местной прессе цикл статей «Грядущее искусство» с разъяснением сущности академизма, импрессионизма и новейших течений живописи. В помещении «Салона» были прочитаны лекции: «Современное искусство и город» (Вл. Издебский, 21 февраля), об Оскаре Уайльде (Вяч. Издебский, начало марта); 10 марта, в рамках вечера современной музыки был прочитан доклад композитора Бориса Яновского «Современное искусство и оперный театр».

### Отзывы критики и итоги первого «Салона»
Одесская пресса ещё перед открытием экспозиции отмечала сенсационный характер предстоящего события: «Подобной по своим размерам и качеству выставки произведений нового русского и иностранного искусства не было не только в Одессе, но и в Петербурге» («Одесские новости», 2 декабря 1909 г.). При этом в академически настроенных одесских художественных кругах сложилось недоброжелательное отношение к «Салону», выразившееся в отказе Товарищества южнорусских художников принять в нём участие и показать свои картины в непосредственном сравнении с новейшей живописью. В первые же дни работы «Салона» эти негативные настроения привели к инциденту: 9 декабря художники консервативных направлений во главе с председателем Товарищества, академиком Императорской Академии художеств Кириаком Костанди, у которого Владимир Издебский обучался в Одесском художественном училище, пришли на выставку и подвергли её решительному осуждению. При этом Костанди публично допустил весьма грубые выражения в адрес своего бывшего ученика, присутствовавшего в залах, — на что Издебский ответил столь же публичным обещанием подать на него в суд. До суда дело не дошло — Костанди через посредников принёс извинения, и Издбский счёл инцидент исчерпанным. Однако скандальная перепалка, растиражированная в местной прессе, усилила зрительский ажиотаж вокруг «Салона».
В целом реакция одесских критиков, журналистов и художников на выставку была резко отрицательной: здесь «собрана пачкотня французских декадентов и их русских подражателей» («Одесский листок» 11 декабря), «Молдаванские и пересыпские жители такие примитивы, как выставленные в салоне, давным-давно видели на чайных подносах в любом трактире» («Одесские новости», 12 декабря); о работах современных французских живописцев член Товарищества Пётр Нилус писал: «Большая часть выставленного — это эпигоны импрессионизма, неоимпрессионизма» («Одесские новости», 22 декабря).
Киевские критики отнеслись к «Салону» более благожелательно. Так же, как и в Одессе, отмечалось, что «такой выставки, по количеству художественных произведений, Киев ещё не видел» («Киевлянин», 14 февраля 1910 г.). Представителей левых течений не столько ругали, сколько высмеивали:

 «Тому „импрессионизму“, о котором говорит в своем вступлении к каталогу выставки организатор „Салона“ г. Вл. Издебский, действительно уделено много места; но этот импрессионизм надо понимать с оговорками, и, во всяком случае, таких картин, где он переходит в уродливую и некрасивую декадентщину, в „Салоне“ сравнительно не так уж много. Собственно говоря, декадентами чистой воды в русском отделе можно назвать только г. Илью Машкова и отчасти А. Лентулова <…> В иностранном отделе знамя декадентщины храбро держат гг. Van Dongen и Le Fauconnier, отчасти J. Metzinger и R. Signac. Комнаты, где выставлены картины этих художников можно назвать самыми весёлыми в „Салоне“, так как они то и дело оглашаются неудержимым хохотом посетителей, из которых особенно впечатлительные девицы, как говорится, просто помирают со смеху».— («Киевлянин», 25 февраля 1910 г.).
В. Издебский, продолжая свои просветительские выступления на лекциях и в печати, отзывался на упрёки критики:

 «„Салон“ называют левым, декадентским. Но если он и действительно даёт право так его окрестить, я всё-таки хотел бы внести в это обстоятельство следующую оговорку, а именно: Салон имел задачей дать картину современного художественного творчества, найти нерв современности в живописи, одним словом, Салон хотел только добросовестно выразить современность в живописи, конечно, не „Салон“ нужно упрекать за то, что современная живопись оказалась левой <…> Конечно, не забыты и условия, в которых придётся Салону подходить к психологии русской публики и поэтому здесь даны почти все эволюционные ступени: от классического академизма через все грани победно шествующего импрессионизма к последним художественным достижениям, к последней глубине выраженной краской, к французскому искусству».— («Киевский театральный курьер», 19 марта).
Петербургская критика подчёркивала превосходство иностранного раздела «Салона». Консервативная её часть делала это в уничижительном духе: «Центральное место занимают французы: Анри Матисс, Ван Донген и др., заставившие сходить с ума нашу художественную молодежь. Ларионовы, Бурлюки и пр. своими дикими и извращёнными по манере картинами были бы ценны и заслуживали бы уважение, если бы французские художники, висящие теперь на выставке салона, не убили бы совершенно всякое значение наших новаторов». (В. Янчевецкий, «Россия», 29 апреля). Критики «мирискусснического» лагеря действовали менее грубо: «Французское искусство действительно передовое не в смысле моды, французские художники всё те же культурные новаторы, которыми они являются уже давно. Стремление к синтезу, выявлению сути, характера находит здесь действительно художественные мастерские формы выражения, в основе которых результаты всё того же проникновенного вдумчивого изучения натуры, природы. В большинстве работ чувствуется не сырой, грубоватый материал, как нередко у нас, а продукты очень обоснованных исканий и прирождённого вкуса. <…> эта выставка, благодаря французскому отделу, несомненно, одна из самых интересных и поучительных за весь кончающийся сезон». (А. Ростиславов, «Речь», 1 мая). В том же ключе высказался и А. Бенуа: «Наибольший интерес на выставке представляют французы. <…> Матисс — деспот, он порабощает…», поделившись при этом своим тягостным свидетельством о посещении экспозиции Ильёй Репиным, «излившим в горьких словах своё презрение к художественным новшествам». («Речь», 1 мая). Впрочем, Репин высказался не только на выставке, но и в печати. Вслед за недавним разносом картины Петрова-Водкина «Сон» (2 марта) он в тех же «Биржевых ведомостях» 15 и 20 мая в столь же уничтожающих выражениях охарактеризовал «ад цинизма» в «Салоне» Издебского.
В рижской русскоязычной прессе единственным откликом на «Салон» была доброжелательная статья В. Чешихина («Рижская мысль», 17 июня); обозреватель одного из латышских изданий отозвался о выставке как о «стаде дилетантов».
«Салон», принесший организатору убытки (в декабре Кандинский сообщал из Одессы в письме Г. Мюнтер, что «Издебский задолжал за первый „салон“ 4000 рублей и теперь живёт более чем скромно»), вместе с тем стал одним из крупнейших и заметных общероссийских событий выставочного зимне-весеннего сезона 1909—1910 годов, и Владимир Издебский в июле 1910 года анонсировал свое намерение провести в следующем же сезоне новый «Салон» в ряде городов России.

## Второй «Салон» (Одесса—Николаев—Херсон)

### Места проведения и сроки экспонирования
Первоначально Издебский предполагал провести второе интернациональное выставочное турне с октября 1910 по весну 1911 года с маршрутом Одесса—Петербург—Москва—Киев и другие крупные города. Однако в ходе организации по ряду причин изменился и принципиальный состав экспонентов, и сроки проведения, и маршрут выставки. Финансовые проблемы и тот факт, что на первом «Салоне» в основном продавались картины российских участников, вынудили Издебского отказаться от дорогостоящих контрактов на получение произведений иностранных художников. Международный статус новой выставки формально подтвердило лишь участие в ней большого раздела работ представителей мюнхенской группы во главе с Кандинским (в основном, русских художников), и работ итальянца Баллы. На обложке заранее отпечатанного каталога второго «Салона» значится «1910/1911», однако открытие пришлось сдвинуть на начало февраля 1911 года, так как часть уже заявленных работ его участников, неожиданно для Издебского, задержалась в Москве — на открывшейся в конце декабря 1910 года выставке «Бубновый валет».
Второй «Салон» проходил в 1911 году: сначала в Одессе (Херсонская ул., 11, рядом с Публичной библиотекой) с 6 февраля по 3 апреля; по разным сведения было представлено от 440 до 500 произведений 57 авторов; экспозиция включала в себя также детские рисунки и «промышленный отдел». В первый месяц «Салон» посетило 3000 человек, что не только значительно уступало рекордно высокому прошлогоднему интересу публики, но и было меньше посещаемости других выставок.
Затем, вместо планировавшегося изначально Петербурга, предполагалось продолжить «Салон» в Киеве или в Харькове, но в силу финансовых и организационных затруднений экспозицию пришлось существенно сократить — оставив лишь 250 произведений — и перевезти в Николаев, где с 11 апреля по 1 мая выставка размещалась в помещении Технического общества (Таврическая ул., угол Соборной). По меркам Николаева «Салон» пользовался успехом, но в целом посещаемость оказалась невысокой, и для её повышения в последние три дня работы плата за вход была сокращена вдвое, однако и это не изменило ситуации.
Заключительным пунктом второго «Салона» стал Херсон, где с 13 по 31 мая те же 250 произведений были показаны в здании Губернской управы (против Потёмкинского бульвара); экспозицию посетили рекордные для Херсона ок. 1000 человек, однако и это не окупило расходы по организации выставки.

### Состав участников

##### Российские
В отличие от первого «Салона» художники левых течений были представлены значительным количеством работ (не менее половины выставки): Василий Кандинский — 54, Давид Бурлюк — 26, Владимир Бурлюк — 12, Наталья Гончарова — 24, Михаил Ларионов — 22, Илья Машков — 17, Пётр Кончаловский — 15, Роберт Фальк — 15, Аристарх Лентулов — 9, Владимир Татлин — 9, Николай Кульбин — 8, Георгий Якулов — 6, Александра Экстер — 6, Алексей Явленский — 6, Александр Куприн — 6.
В числе российских экспонентов также были: Павел Андрияшев, Виктор Барт, Владимир Бехтеев, Римма Браиловская, Леонид Браиловский, Александр Гауш, Михаил Гершенфельд, Василий Денисов, Мстислав Добужинский, Константин Дыдышко, Иван Захаров, Владимир Издебский, Николай Крымов, Иван Ларионов (брат Михаила), Волдемар Матвей, Пётр Рымша, Константин Тир, Пётр Уткин, Роза Файнштейн, Артур Фонвизин, Матвей Харламов, Николай Хрустачёв и другие.

##### Зарубежные
Джакомо Балла, Эрма Босси, Габриеле Мюнтер, Альфред Кубин, К. Бельтран.

### Мероприятия в рамках «Салона»
Помимо собственно экспозиции, особую содержательную роль сыграл каталог второго «Салона», в котором был большой отдел со статьями по вопросам искусства: программная работа Василия Кандинского «Содержание и форма», им же переведённая статья Арнольда Шёнберга «Параллели в октавах и квинтах», тезисы Николая Кульбина на тему «Искусство — основа жизни», статьи и эссе «Грядущий город» Владимира Издебского, «Искусство любить» Вячеслава Издебского, «Гармония в живописи и музыке» Анри Ровеля, «К философии современного искусства» А. М. Гринбаума, а также стихи Леонида Гроссмана.
19 марта в «Одесских новостях» была напечатана статья Кандинского «Куда идёт „новое“ искусство», Вл. Издебский прочитал ряд лекций об экспонатах выставки и о новых течениях в искусстве, в залах выставки прошли диспуты с участием художников Д. Бурлюка, М. Гершенфельда, П. Нилуса, литераторов В. Инбер, П. Пильского, философа А. Гринбаума.
19 апреля, в период экспонирования «Салона» в Николаеве, Вл. Издебский прочитал в театре Шеффера лекцию «Современное искусство и душа города», а 30 апреля Вяч. Издебский выступил с лекцией об О. Уайльде.

### Отзывы критики и итоги второго «Салона»
Накануне открытия, 5 февраля, «Одесские новости» предупреждали читателей: «Открывающийся сегодня-завтра „Салон“, несомненно, должен произвести новую художественную бурю, пожалуй, ещё большую, чем предыдущий, ибо то, что прощалось предыдущей выставке публикой и правой критикой иноземцам-художникам, то не простится этой публикой и критикой своим отечественным живописцам. <…> Новый „Салон“ не только, как следовало, по прежнему примеру, ожидать, является крайней левой художественного творчества, нет, более того. Некоторыми своими произведениями он заявляет о принципах анархизма в искусстве». В том же духе 16 февраля (на тот момент в экспозицию ещё не прибыли работы «мюнхенской» группы) выступало «Одесское обозрение»: «Почин в ознакомлении одесской публики с самой крайней, „анархической“ живописью сделал г. Издебский своим прошлогодним „Салоном“, который был по своему составу интернациональным и далеко не однородным. Нынешняя выставка посвящена исключительно произведениям русских художников, и внутреннее единство на ней, надо признаться, достигнуто вполне. Даже самый правый художник из „Салона“ окажется при сопоставлении всё-таки левее такого модерниста, как г. Петров-Водкин».
Но даже умеренное крыло одесской критики второй «Салон» Издебского оставил в недоумении. Это настроение выразил в обзоре полного состава выставки вполне сочувствующий новаторству в искусстве Леонид Гроссман:

 «Смелость новаторства всегда имеет тенденцию обратиться в безумную дерзость, в безрассудное бравирование всякой опасностью и даже самой вероятной возможностью резких осуждений и справедливых отрицаний. От группы артистов, объединённых одним творческим манифестом и устанавливающих дружными усилиями вехи новой эстетической программы, всегда отделяется маленькая горсть мятежных диссидентов, стремящихся до последней степени выгнуть дугу общественного протеста. <…> Устроитель художественного Салона Вл. Издебский стремился представить новые течения в живописи, цель которых — преобразовать или, даже вернее, совершенно вытеснить традиционные направления предшествующих школ. Но осуществляя свою задачу, Вл. Издебский, как нам кажется, допустил некоторую ошибку, с излишним обилием представив в своём Салоне те экспрессивные настроения, о которых мы только что говорили. Отсюда те огульные осуждения, которые раздаются по адресу Салона….
Отметив высокие художественные достоинства работ Якулова, Верёвкиной, Добужинского, Крымова, а также работ Д. Бурлюка и Кандинского, выполненных ими в более ранней, импрессионистической манере, Гроссман критически отозвался о новых, более радикальных живописных поисках:

 …Чтоб почувствовать прелесть многочисленных композиций и импровизаций Кандинского нужно быть фанатическим колористом и видеть в одних сочетаниях красок при отсутствии линии цель и сущность живописи. Признаемся, для нас этот род искусства остаётся совершенно чужд. <…> Красочность, как единственная цель живописи, лежит, по-видимому, в основе творчества Кончаловского, Машкова, Ларионовых, Д. Бурлюка (в его последней манере). Среди полотен этих художников встречаются, несомненно, значительные по своим красочным эффектам вещи, как некоторые этюды Лентулова или nature morte Машкова. Многие из этих колористов — в значительной степени последователи крупнейших представителей крайних течений европейской живописи, невыгодно отличаясь от своих зарубежных патронов меньшей культурностью и несравненно более повышенной разнузданностью. <…> направления осмысленные и, безусловно, содержательные на западе, несмотря даже на свой экзотизм и некоторую условность, часто превращаются у нас в самый решительный разгул страстей и красок. <…> Иногда этот разгул переходит все пределы и создаёт произведения, на наш взгляд, лежащие уже вне сферы искусства. Мы говорим об enfant terrible Салона — о Владимире Бурлюке. Этот художник тешит себя тем, что изображает своих добрых знакомых и родственников в виде геометрических фигур — ромбов, параллелограммов, многогранников».— («Одесские новости», 2 марта).
Отклики николаевской художественной критики варьировались от полного непонимания «мазни» на полотнах картин «Салона» до умеренного интереса и констатации невосприимчивости новейшей живописи подавляющим большинством зрителей: «Г. Издебскому, как устроителю салона и как лектору, николаевская публика, конечно, должна быть признательна за доставленное ей знакомство с произведениями „нового искусства“, но поклонников этого искусства в целом едва ли г. Издебский много найдёт в Николаеве».
Напротив, в Херсоне, отзывы были скорее положительные и даже благодарные, выставку называли «лучом света»:

 «Таким лучом ярким, ослепительным сверкнул в Херсоне „Салон“ Вл. Издебского. Можно не мириться с направлением, с манерой, техникой мастеров „Салона“, но нужно признать, что „Салон“ поражает необыкновенной силой и искренностью молодых дерзаний. Нам, ничего не видящим, кроме ежегодных выставок „о-ва любителей изящных искусств“, „Салон“ должен показаться красивой, фантастической поэмой».— («Родной край», 18 мая 1911 г.).
Несмотря на малобюджетность, второй «Салон» также оказался разорительным для Владимира Издебского: его долги составили 5000 рублей, в течение несколько месяцев он не мог вернуть картины художникам, что вызвало негативную реакцию, и Издебский некоторое время даже скрывался. При этом вплоть до начала декабря 1911 года он сохранял надежды на возобновление выставочной деятельности и писал Кандинскому о планах устройства нового «Салона» в Петербурге во время работы Всероссийского съезда художников (27 декабря 1911 — 5 января 1912 г.), однако в сложившейся для него финансовой ситуации этот проект оказался утопическим.

### Картины участников «Салонов» Издебского в отзывах современников
- Анри Матисс — «Молодой рыбак II». 1906[69] (Метрополитен-музей), в каталоге первого «Салона» — «Моряк»; эта работа экспонировалась также и в парижском «Осеннем салоне» 1908 года. Корреспондент «Киевских вестей» Е. Кузьмин 18 февраля 1910 года упоминал в своём обзоре «Салона» Издебского «антропофага Матисса, чей „Моряк“, того и гляди, перекусит вам горло». Николай Брешко-Брешковский 21 апреля в питерских «Биржевых новостях» рассказал об этой картине подробнее: «…организатору „Салона“, г. Издебскому удалось заполучить картину Матисса „Матрос“. Одна часть Парижа сходила по ней с ума, другая — забрасывала её камнями. Как с гаммой — сочетание зелёного с синим — с нею ещё можно мириться. Но что за форма, что за рисунок! Самого кошмарного калеку не изломает матушка-природа такими горячечными зигзагами, как это сделал Матисс со своим несчастным матросом. Глаза по-детски обведены контуром толщиной в добрый палец. Рассказывать нельзя — надо пойти и взглянуть»[70].

- Наталья Гончарова — «Борцы». 1908—1909 (Государственный Русский музей), экспонировалась на втором «Салоне». Херсонский корреспондент, укрывшийся за подписью «Vale», писал об этой картине в газете «Родной край» 18 мая 1911 года: «Наталья Гончарова, даром что дама, а любому живописцу вывесок 10 очков даст. Изобразила эта почтенная особа двух лягушек колоссальной величины, раскрасила их в три цвета: зелёный, жёлтый и красный и назвала „Борцы“»[71]. Более доброжелательно взглянул на её работы одесский критик «Альцест» (Е. Генис): «И так жаль подчас, что художник уродует себя, губит своё живое и ясное понимание красоты во имя каких-то диких теорий. В многочисленных работах Натальи Гончаровой, например, нет-нет, да и мелькнёт что-то хорошее, а одна вещица, Nature morte (чертополох) и совсем почти может понравиться. Художница несомненно чувствует краски, способна уловить тайную гармонию их сочетаний; но скоморошество всё-таки берёт вверх над искренностью, и она создаёт тогда такие уродливые вещи, как „Прокажённые“ (№ 87), „Соляные столпы“ (№ 98)…» («Одесское обозрение», 16 февраля 1911 года)[72]. «Чертополох». 1909—1910[73] (Государственная Третьяковская галерея, «Соляные столпы». 1908[74] (Третьяковская галерея).

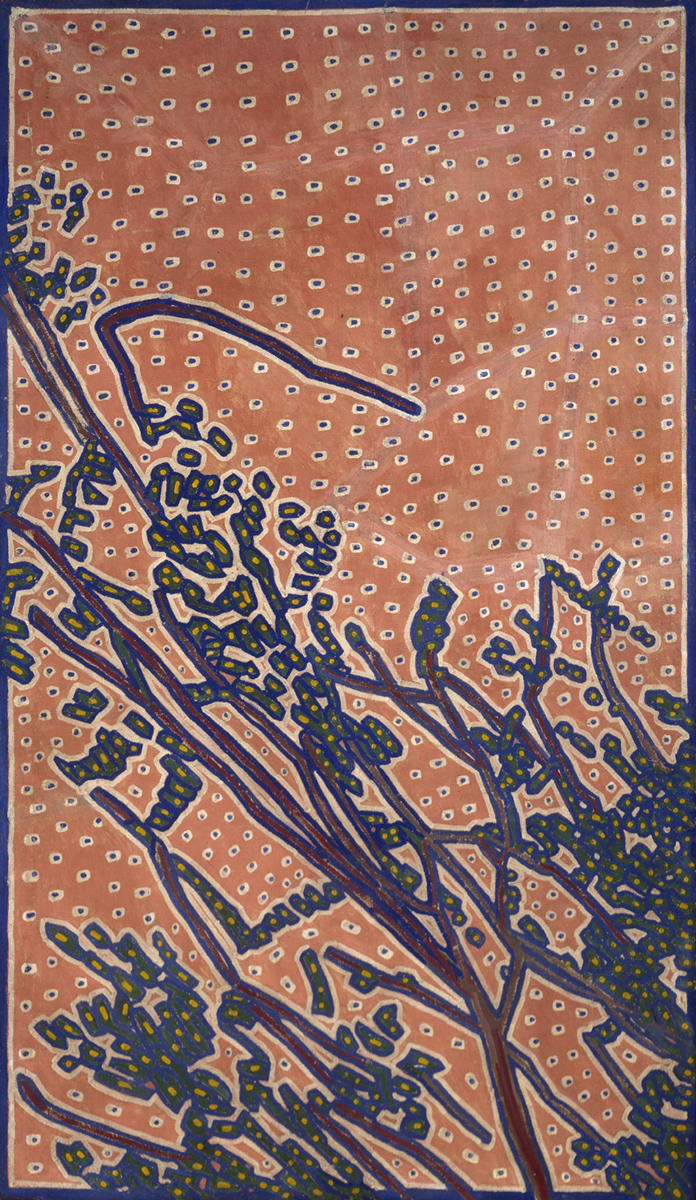
Вл. Бурлюк. Весна

- Владимир Бурлюк — декоративное панно «Весна». 1910—1911 (Русский музей; в 2003 году демонстрировалось на выставке «Владимир Издебский и его „Салоны“» в Московском центре искусств); могло экспонироваться во втором Салоне под названием «Весенний пейзаж» № 41. Критик, нашедший сочувственные слова творчеству Натальи Гончаровой, в адрес работ Владимира Бурлюка высказался без колебаний: «Молодой художник успел окончательно перешагнуть за черту, отделяющую наши художественные и эстетические принципы и восприятия от вкусов и прихотей дикаря или душевнобольного. Таковы его знаменитые в своём роде портреты Вл. Издебского (№ 47), художников Ларионова (№ 38), Лентулова (№ 48) и автопортрет (№ 40). Не менее оригинален художник и в качестве пейзажиста. В этом жанре наиболее любопытными являются две его вещи: „Весенний пейзаж“ (№ 41) и „Цветущая сирень“ (№ 42). Если эта живопись не продиктована только соображениями чисто рекламного характера, то несомненно, с ней ведаться необходимо не художественной критике, а врачебно-медицинской экспертизе». (Альцест, «Одесское обозрение», 16 февраля 1911 года)[72].

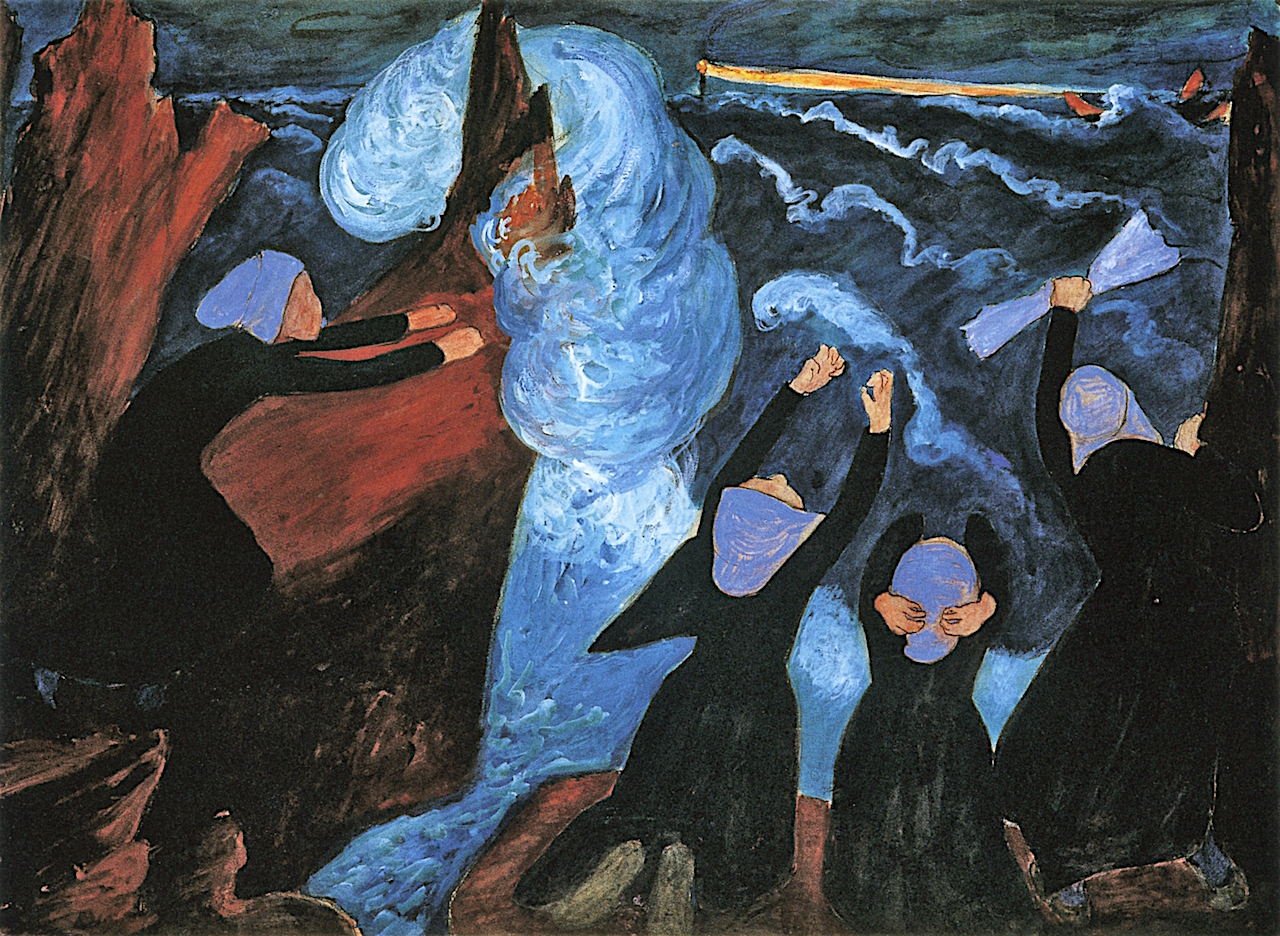
М. Верёвкина. Буря

- Марианна Верёвкина — «Буря». 1907 (Фонд Марианны Верёвкиной, Аскона), экспонировалась на втором «Салоне». Более ранним и сюжетно выстроенным картинам новаторов повезло больше, ими даже восторгались. «Своеобразны и прекрасны работы Марианны Верёвкиной, в особенности её „Буря“, — писал одесский литератор Леонид Гроссман. — Картина Верёвкиной изображает отчаяние и молитву жён рыбаков, ушедших в море. Буря в разгаре. Разбушевавшиеся буруны жадно обхватывают остроконечные тёмные скалы. В белизне синеватой пены чувствуется призрачный облик реющей смерти. Сильным, а главное, каким-то безыскусственным трагизмом проникнуты эти тёмные женские фигуры в белоснежных головных уборах бретонок. Одна из них, коленопреклонённая, простирает свои напряжённые скрюченные пальцы к небу, словно желая вырвать оттуда ответ на свою мольбу. Другая, резко откинув голову, судорожно и цепко схватилась за неё руками, готовая всё разодрать на себе и сменить свои отчаянные мольбы богохульными проклятиями. Третья, отупев от безнадёжного отчаяния, машет маленьким белым платком. А над всем этим смятением стихий и людей тёмную синь ночного неба прорезывает острый, красный луч отдалённого маяка». («Одесские новости», 2 марта 1911 года)[75].

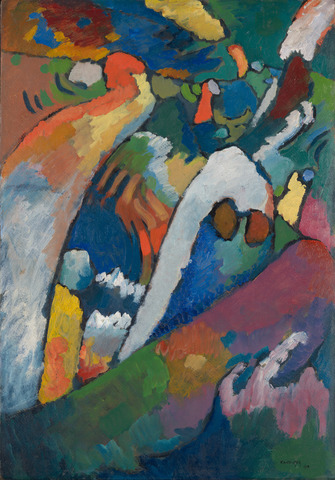
В. Кандинский. Импровизация № 7

- Василий Кандинский — «Импровизация № 7». 1910 (Третьяковская галерея), экспонировалась на втором «Салоне» (№ 214)[76]. Была в числе только что прибывших из Мюнхена картин, составивших своего рода персональную выставку художника в рамках общей экспозиции, о которой сообщал читателям анонимный автор «Одесских новостей» 20 февраля 1911 года: «Оригинальная прелесть Кандинского в том, что он вслед за Фридр. Ницше, как бы осуществляя его эстетическую теорию о музыке, как о единственном критерии и учителе красоты, доводит почти до аннулировки внешнюю форму, веруя только во внутренний тайный ритм, и им проникая все картины, все фигуры, все линии. Гармония, а не точность, игра красок, а не контуры, язык сочетаний, а не внешняя похожесть, тайное и скрытое, а не наружное. Художник-музыкант со своей прелестью неясности мелодии — вот формула Кандинского. <…> В тех 54 холстах, которым отвёл место у себя „Салон“, — история эволюции Вас. Кандинского, это выставка ретроспективная, как бы смотр самому себе, устроенный художником, его исканья, его этапы. Начав с реализма, перейдя реалистический импрессионизм, пройдя синтетическую живопись, художник увлекается символизмом, чтобы найти себя, наконец, в музыкальной символике»[77].

## Комментарии
1. ↑  После весьма убыточной третьей выставки «Золотого руна» Рябушинский прекратил как устройство выставок, так и выпуск одноимённого журнала. «Возможно, свою роль сыграло и его идейно-художественное расхождение с деятелями авангардистского движения»[10].
2. ↑  На открытии выставки было представлено лишь 360 работ, оставшаяся часть прибыла из Мюнхена 20 февраля и 22 февраля помещена в экспозицию[47].
3. ↑  Обложку каталога украшала ксилография работы Кандинского, воспроизводящая его же афишу выставки[57].